# 山陽タクシー
山陽タクシー株式会社（さんようタクシー、英称：Sanyo Taxi Co., Ltd.）は、兵庫県神戸市垂水区東垂水町流田710番地に本社を置き、神戸市、明石市においてタクシー業・自動車整備鈑金塗装業・土地建物業を経営しており、山陽電気鉄道の100%出資子会社である。

## 概要
垂水営業所・舞子営業所があり、主要な自社専用乗場は山陽垂水駅、山陽明石駅。
車両数は103台で従業員数は260人。
迎車可能エリアは、神戸市垂水区全域と、隣接する一部エリアとなっている神戸市須磨区西部や神戸市西区東部と明石市東部までに及ぶ。このエリアは人口密集地帯で、極めて坂道の多い地形ということもあり旧来から利用者は多い。そのため、エリア内のショッピングモールや病院、老人介護施設などの福祉施設には無料通話の配車センター直通公衆電話を設置し、市民の足としての役割を担っている。
また、1995年（平成7年）1月17日に起きた阪神・淡路大震災の時には自社への被害が小さかったため、いち早く垂水営業所および明石営業所の社員浴場を一般開放するなどして、地元住民の被災生活を支えた。

### 土地建物事業
兵庫県明石市田町1丁目10番10号に月極貸駐車場を所有しており、収容台数は屋根付きが31台、屋根なしが20台。

### コミュニティバス事業
垂水区塩屋地域は、道路幅員が狭くバス運行ができない地域であることから、地域内をきめ細やかに運行する交通手段を確保するため、2012年（平成24年）度から「塩屋まちづくり推進会」が主体となって勉強会を開催し、乗合タクシーの導入について検討が行われてきた。平成27年2月に、各種の地域団体で構成される「塩屋コミュニティバスを走らせる会」が結成され、3度の試験運行を実施、2017年（平成29年）4月より、「塩屋コミュニティバスを走らせる会」が運行主体、山陽タクシーが運行事業者となり、タクシー車両を使用したコミュニティバス「しおかぜ」の本格運行を始めた。
2019年（令和元年）11月11日からは、車両をボックスタイプの10人乗り（乗客9人乗り）に大型化した。2021年（令和3年）8月5日に「しおかぜ」の利用者数累計が10万人を達成した。
運行ルートは塩屋駅・山陽塩屋駅を起点とし、日中便（9~16時）は巡回運行、夜便（17時以降）は片道運行となっている。運賃は均一方式で乗車一回につき大人300円、小学生200円、未就学児は無料。神戸市敬老パス、福祉パス、ICカードは利用不可。

## 沿革
- 1960年（昭和35年）11月25日に設立され、当初は本社を西代に置き、営業所を舞子と明石に設置した。トヨペットクラウン3台とダットサンブルーバード7台の計10台を所有し、西代5台、舞子2台、明石3台と配置して1960年（昭和35年）12月10日に開業した。
- 1961年（昭和36年）8月に須磨と垂水に営業所を開設。
- 1962年（昭和37年）3月には新たに兵庫と板宿に営業所を開設。
- 1971年（昭和46年）5月には神戸市垂水区東垂水町に収容能力60台の新垂水車庫を開設。
- 1972年（昭和47年）7月には明石市田町に収容能力44台の明石車庫を開設し、山陽電気鉄道におけるタクシー事業の地域的基盤をこの時期に固めた。当時の各営業所別の車両数は、本社（西代）31台、垂水34台、明石28台の合計93台だった。
- 2009年（平成21年）には、少子高齢化対策の一環として、妊婦と高齢者に向けたサービスの充実を図るため、公式ウェブサイトからの専用顧客登録による救急対応を心掛けた配車サービスを開始した。
- 2013年（平成25年）11月8日には、スマートフォンアプリを利用したタクシー配車システムの運用を開始した。
- 2015年（平成27年）4月には、親会社の山陽電気鉄道が所有する神戸市垂水区小束山周辺の土地開発に伴い、学園南営業所を新設した。
- 2017年（平成29年）4月より、垂水区塩屋地区において、タクシー車両を使用したコミュニティ交通「しおかぜ」の運行を開始した。
- 2020年（令和2年）5月19日に舞子神姫タクシーから同社の事業を譲受された。
- 2023年（令和5年）5月、SDGsへの取り組みとして電気自動車の日産リーフe＋を10両導入、タクシーとして稼働開始した。

## 社章・シンボルマーク
親会社である山陽電気鉄道の社章・シンボルマークを使用しており、山陽タクシーが使用しているシンボルマークは現行のものではなく、車両の行灯に現行のものを使用すると目立ちにくいために1983年制定の旧シンボルマーク（太陽マーク）をそのまま引き継いで使用している。

## 車両
山陽カラーと言われているボディの下半分が紺で上半分が白いツートンカラーと、ブラックボディの二種類の車両があり、車種はトヨタ・クラウンコンフォート、トヨタ・クラウンセダン、トヨタ・ジャパンタクシー、日産・リーフ。
山陽カラーについては、ネイビーブルーとクリームイエローの山陽電気鉄道820・850形電車を参照。
ブルーはかつての電車の色合いに近いが、上半分の白系はクリームというよりオフホワイトになっている。この塗り分けは、一時は山陽電車の自動販売機までもが採用しており、その当時を思い起こさせる歴史のあるものである。
色合いはかつての電車より若干明るめではあるが、山陽電車のイメージと言えば下半分が青のツートンであるため、その気品漂うよい伝統を現在も受け継いでいる。
一時的に大半の車両が黒塗りになったことがあったが、他社との差別化を図るために原点回帰し、古くからの馴染み客に遠目からでも見分けてもらい、選んで乗ってもらおうという意味合いを込めて最近はツートン車両を増やしていた。
2018年以降に納入されているトヨタ・ジャパンタクシーは購入時指定色の設定が不可能だが、自社工場でツートン塗装し差別化を図っている。

## 少子高齢化対策
2009年（平成21年）には、昨今の重要な問題となっている少子化と高齢化にスポットライトを当て、その対策の一環として妊婦に向けたサービスの充実を図るため、公式ウェブサイトでの妊婦のお客様専用顧客登録の開始によって陣痛が始まった時などの救急対応を心掛けた新たな配車サービスを開始した。

## スマートフォンアプリの導入
- 株式会社デンソーテンが開発した自社専用配車スマートフォンアプリである『山陽タクシー』をダウンロードして使用すれば、近くにいる車両をピックアップして自動で配車するシステムとなっている。
- 令和2年7月1日にMOV（現在のGO）が導入された。同時にクレジットカードと交通系ICカード、QRコード決済の使用が可能となったが、PiTaPaは使用不可。

## タクシーチケット
運賃の支払い方法は現金またはタクシーチケット、またキャッシュレス決済で行う。
タクシーチケットは自社チケットの他、兵協チケット、各種クレジット会社系チケット、神戸市、明石市の各種福祉チケットが利用出来る。